# HP–65

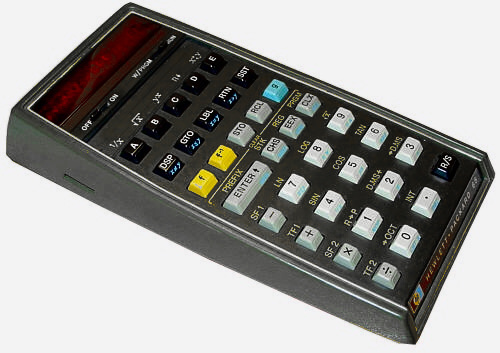
A készülék méretei: 14,7 cm × 8,1 cm × 3,4 cm

Az összekapcsolt Apollo és Szojuz űrhajókat ábrázoló eredeti méretű modell, Washingtonban

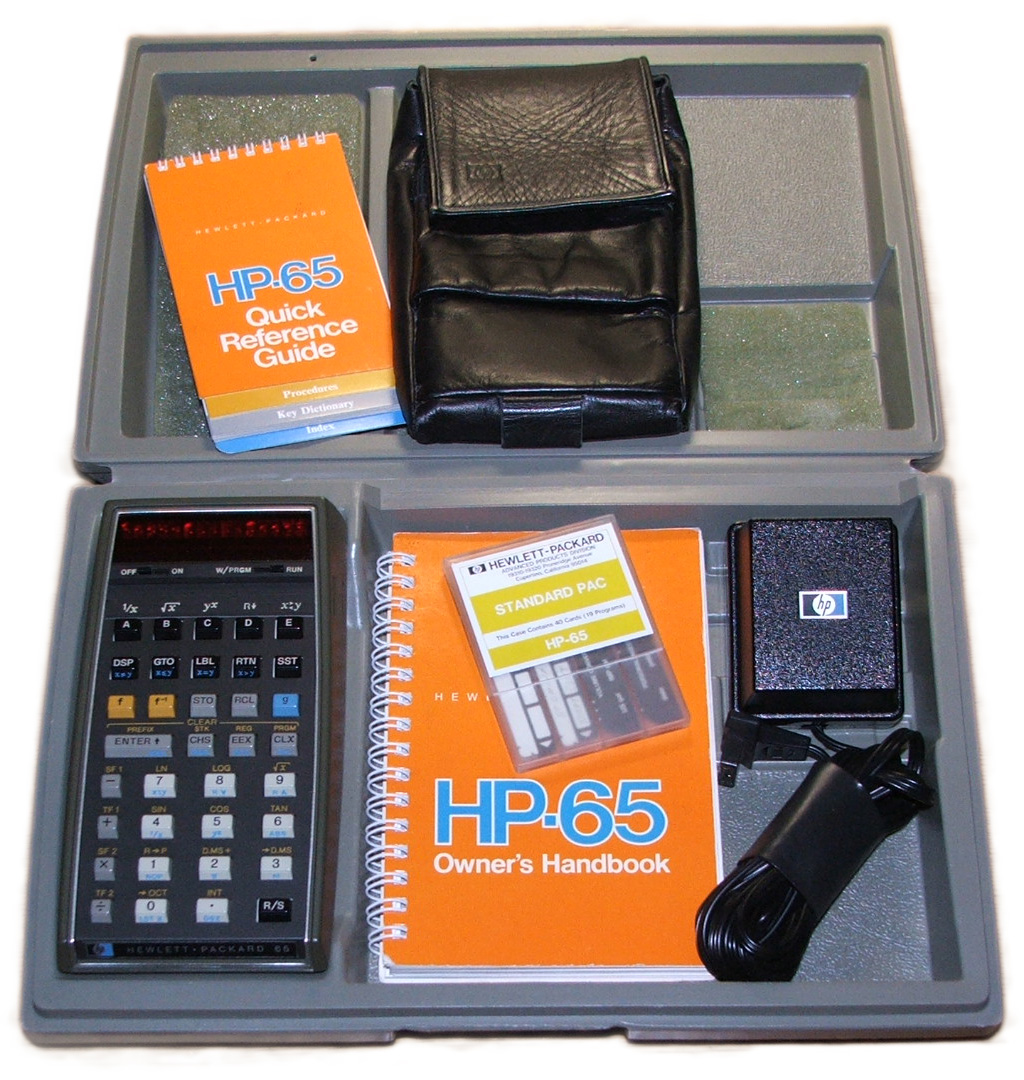
HP-65 eredeti csomagolásában. Jól látható a részletes használati utasítás, illetve az egyéb tartozékok.

A HP–65-ös számológép-modellt a Hewlett-Packard 1974-ben dobta piacra, mint az első mágneskártyás programozású zsebszámológépet.
A tokozása a HP–35-ösre hasonlít, azonban annál nagyobb, illetve a mágneskártya-olvasó miatt is kisebb módosításokat kellett tenni.
9 általános regiszterrel (memóriával), és 100 billentyűleütést tárolni képes programmemóriával rendelkezik.
A HP–65 volt az első programozható zsebszámológép, amelyet űrhajó fedélzetén is használtak – 1975-ben, a Szojuz–Apollo-program keretében.
Minden billentyű (sok mai készülékhez  hasonló módon) 4 eltérő feladatot képes ellátni (shift billentyűkkel kapcsolhatóan), ezzel a  módszerrel a billentyűk számát radikálisan lehetett csökkenteni.
A program tárolására szolgáló "mágneskártyák" egyik felületére mágnesezhető réteget vittek fel, a másikra tollal, vagy ceruzával lehetett írni. Lehetett kapni előre programozott, illetve üres kártyákat is.
Trigonometriai függvények használata esetén az R9 memóriahely tartalma megváltozott. Ez azonban nem tekinthető hibának, mivel a használati utasításban szerepelt ez a jellegzetesség. Az oka valószínűleg a memóriával való takarékoskodás.
A készülék használati utasítása mai szemmel nagyon részletes. Rengeteg algoritmust és példaprogramot tartalmaz.
A "kattogós" billentyűzet élettartama korlátozott, a kijelző a kor technikai szokásainak megfelelően LED, ami alatt a kártyaolvasó kapott helyet.